# Bourvil
Pour les articles homonymes, voir Raimbourg (homonymie).
Pour l’article ayant un titre homophone, voir Bourville.
André Raimbourg, dit Bourvil, est un acteur, chanteur et humoriste français né le 27 juillet 1917 à Prétot-Vicquemare (Seine-Inférieure) et mort le 23 septembre 1970 dans le 16e arrondissement de Paris.
Fils d'agriculteurs normands, il admire Fernandel et tente comme lui de devenir artiste. À l'origine musicien puis chanteur de music-hall et d'opérette, il connaît le succès à la Libération avec la chanson Les Crayons. Il crée son personnage caricatural de paysan normand naïf et benêt, puis interprète d'autres chansons sur deux décennies, parmi lesquelles on note À bicyclette, Salade de fruits, Un clair de lune à Maubeuge, C'était bien ou encore La Tendresse. Il est également tête d'affiche de spectacles et comédies populaires, dont La Route fleurie, Pacifico, La Bonne Planque et Ouah ! Ouah !
En parallèle dès la fin de la guerre, il se tourne vers le cinéma où il transpose son « comique-paysan », dans des comédies comme Pas si bête (1946), Le Roi Pandore, Le Rosier de madame Husson et Miquette et sa mère (1950) ou Le Trou normand (1952). Son personnage évolue peu à peu — notamment dans la comédie fantastique Garou-Garou, le passe-muraille (1951) —, et sa carrière prend un réel tournant grâce à son rôle dramatique d'un chômeur faisant du marché noir sous l'Occupation dans La Traversée de Paris (1956), ce qui lui vaut le prix d'interprétation de la Mostra de Venise.
Dès lors, il accède à un statut de vedette au répertoire large, alternant les comédies et les drames jusqu'à sa mort, en 1970. Un grand nombre de ses films établissent un succès dès leur sortie ou deviennent des classiques du cinéma français, tels que Les Misérables et Le Miroir à deux faces (1958), Le Bossu (1959), Le Capitan et Fortunat (1960), Un drôle de paroissien, Le Magot de Josefa et La Cuisine au beurre (1963), Le Corniaud, La Grosse Caisse et Les Grandes Gueules (1965), La Grande Vadrouille (1966), Le Cerveau et L'Arbre de Noël (1969), et enfin Le Mur de l'Atlantique et Le Cercle rouge (1970).
Bourvil est le père de l'homme politique Dominique Raimbourg et de l'économiste Philippe Raimbourg.

## Biographie

### Jeunesse et début de carrière

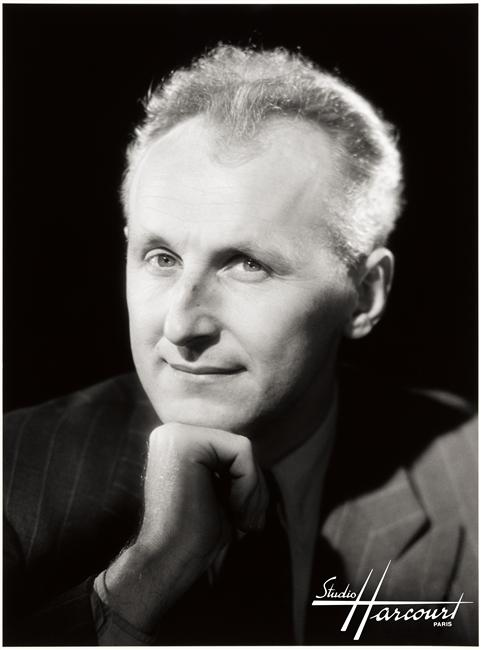
En 1951, André Bourvil âgé d'environ 35 ans, pose pour le Studio Harcourt, à l'époque de ses débuts comme humoriste au music-hall.

André Robert Raimbourg est le deuxième garçon d'Albert René Raimbourg (1889-1918), mort de la grippe espagnole durant la Première Guerre mondiale, et d'Eugénie Pascaline Hortense Marie Pesquet (1891-1970), agriculteurs. Il passe son enfance avec sa mère et le nouveau mari de celle-ci, un agriculteur nommé Joseph Ménard, à Bourville, village natal de sa mère où elle est revenue en 1921. Il a un frère aîné, René Raimbourg (ophtalmologue au Havre), une sœur cadette Denise (1919-2006), une demi-sœur Thérèse et un demi-frère, Marcel Ménard, futur maire de la commune de Bourville.
Bon élève, il obtient en 1931 son certificat d'études avec la mention très bien. On le destine à devenir agriculteur, mais il entame des études d'instituteur à l'école primaire supérieure pour garçons de Doudeville. Rebuté par les règles strictes du pensionnat, il retourne deux ans après à la ferme familiale. Il est également un enfant de chœur espiègle et anime régulièrement des fêtes familiales, banquets et kermesses. Il y reprend les chansons de Fernandel en faisant le pitre, ce qui lui vaut rapidement le surnom de « Fernandel normand ». De temps en temps, la famille attelle le cheval de la ferme et se rend au marché de Fontaine-le-Dun, chef-lieu de canton. C'est en 1934, dans cette commune qu'il intègre la fanfare (dans laquelle il joue de l'harmonica, de l'accordéon et du cornet à pistons), puis en 1935 l'harmonie municipale de Rouen-Saint-Sever.
Mitron à 17 ans dans une boulangerie à Saint-Laurent-en-Caux, il devient boulanger rue Louis-Blanc à Rouen en 1936 et crée un trio musical avec Victor Gemptel, mécanicien, à l'accordéon, le Dr Piory, médecin, au violon, et lui à la trompette. En 1937, lorsqu'il assiste au spectacle de son idole Fernandel au cirque de Rouen, il décide de devenir à son tour artiste.
Afin de rejoindre la musique militaire, il choisit de devancer l'appel et s'engage dans l'armée pour deux ans de service militaire. Il est affecté le 20 février 1937 au 24e régiment d'infanterie à Paris. Cornettiste dans la fanfare du régiment, il fait rire ses camarades de chambrée qui lui lancent un défi en 1938 : s'inscrire  au radio-crochet Les Fiancés de Byrrh à Radio-Paris. Sous le pseudonyme d'Andrel (en référence à son modèle Fernandel), il interprète la chanson Ignace et gagne le prix Byrrh, trois cents francs aussitôt employés à acheter un accordéon.

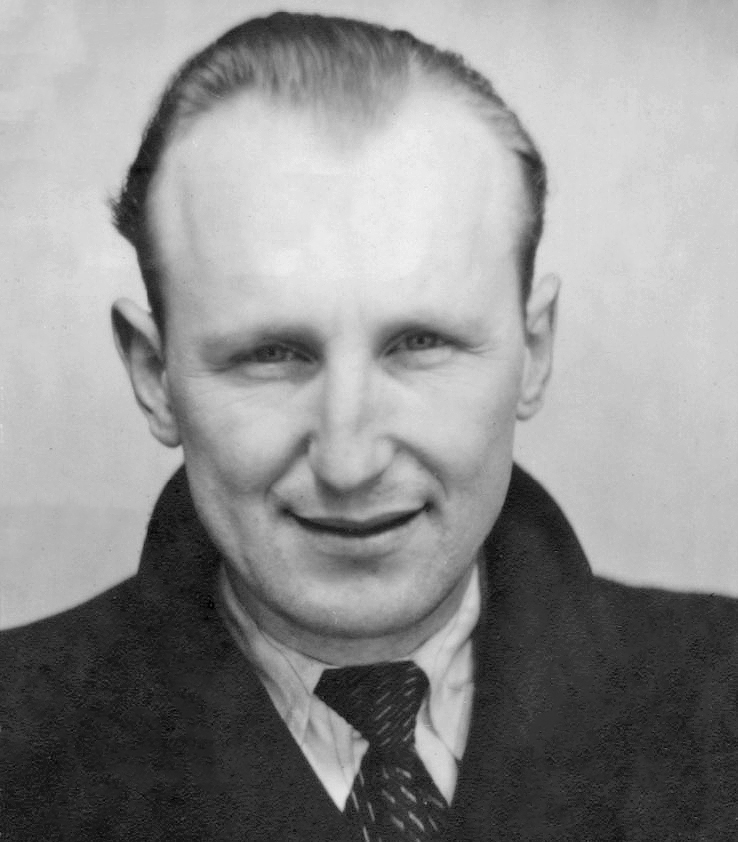
Bourvil en 1945, lors de son inscription à la Sacem (photo d'identité).

Démobilisé après la bataille de France, il exerce de nombreux petits métiers (plombier, garçon de courses pour une entreprise fiduciaire) dans la capitale, mais poursuit sa carrière musicale : outre des cours de trompette du Conservatoire de Paris (en candidat libre), il court les radio-crochets, cabarets, music-halls. Les imitations de Fernandel ne faisant plus recette, il se crée le personnage du « comique paysan » naïf en rabattant sa frange sur le front et en s'affublant d'un pantalon noir et d'une veste étriquée : Andrel devient Bourvil en 1942. Son cousin éloigné, Lucien Raimbourg, étant déjà dans le métier, il choisit ce nom de scène afin d'éviter toute confusion, en référence au village de son enfance, lui accolant parfois son prénom : c'est ainsi sous le nom d'André Bourvil qu'il apparaît au générique et à l'affiche de son avant-dernier film, Le Cercle rouge.
Jeune artiste en quête de succès, il s'installe avec son épouse à Vincennes, dans un minuscule appartement du 25 rue des Laitières, au septième étage sous les toits, où il restera jusqu'en 1947. Il enchaîne ses numéros de « comique paysan » (dérivé du comique troupier) à l'accent traînant avec un nouveau répertoire musical, mettant des textes sur la musique de son ami accordéoniste Étienne Lorin, rencontré en 1939. C'est avec la chanson Les Crayons que sa carrière débute vraiment en 1945. C'est d'ailleurs avec cette chanson qu'il fait sa première apparition au cinéma, en 1945, dans La Ferme du pendu, de Jean Dréville.

### Un acteur reconnu

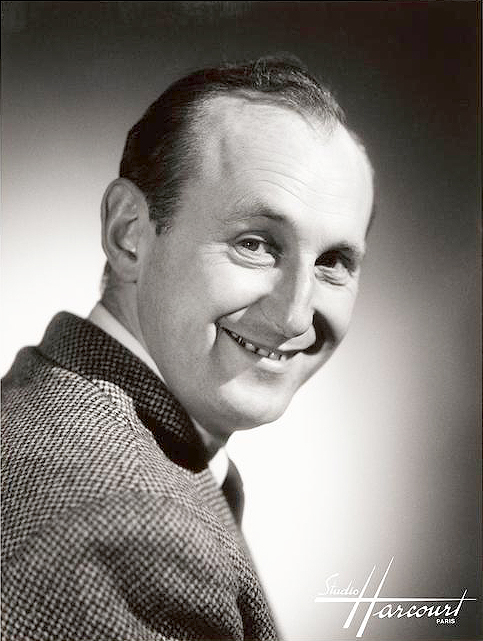
L'acteur en 1953.

Les premiers films le cantonnent dans son personnage de benêt, mais il se rend progressivement compte qu'il doit se renouveler. Sa popularité commence en effet à baisser et il connaît son premier revers cuisant le 9 décembre 1951 : invité à se produire en vedette devant son public dans un gala au cirque de Rouen, il est sifflé par les Normands vexés de l'image de paysan nigaud qu'il donne d'eux. Il abandonne alors les tours de chant et se lance dans l'opérette notamment avec sa grande complice Pierrette Bruno dont il doit se séparer en 1962 lorsque la presse évoque leur liaison,. Malgré les réticences initiales de Marcel Aymé et du producteur, il est engagé par Claude Autant-Lara en 1956 dans le film La Traversée de Paris où il montre toute la palette de son jeu d'acteur. Il tournera à nouveau sous la direction de Claude Autant-Lara dans Le Magot de Josefa, sorti en 1963.

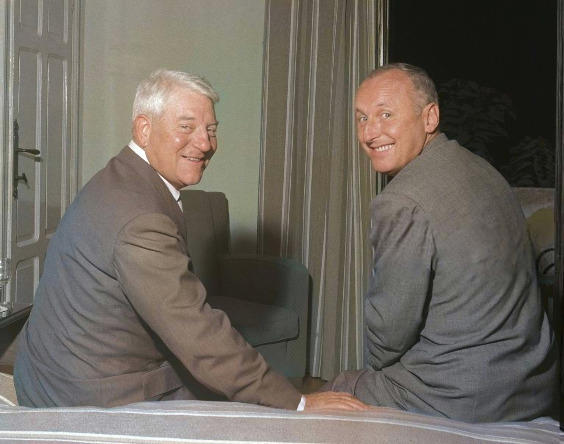
Avec son ami Jean Gabin en 1956, à Venise (Italie).

Dans la cinquantaine de films qu'il a tournés, le comique de Bourvil repose principalement sur des rôles de gentil, parfois un peu bête ou naïf, comme les rôles qu’il a tenus face à l’énergique Louis de Funès : le personnage incarné par Bourvil parvient toujours, par sa gentillesse, non seulement à faire rire, mais aussi à échapper aux manipulations des personnages machiavéliques interprétés par de Funès.
C'est en 1963 qu'il rencontre Jean-Pierre Mocky qui lui propose de tenir le rôle d'un pilleur de tronc dans Un drôle de paroissien, rôle qu'avait refusé Fernandel. Contre toute attente, ce film est un énorme succès populaire. Bourvil tournera trois autres films avec Mocky. Quand Bourvil citera ses six films préférés, ce sera Le Cercle rouge, La Traversée de Paris et les quatre qu'il tourna avec Mocky.

La Cadillac DeVille convertible de 1964, l'acteur aux côtés de Louis de Funès, lors du tournage en Italie du film Le Corniaud.

Bourvil a cependant tenu des rôles plus dramatiques, comme l'homme à tout faire de L'Arbre de Noël, dans lequel il aide un petit garçon atteint d'une leucémie à assouvir sa passion pour les loups. Dans ce film, comme dans les films comiques, le spectateur peut facilement s'identifier au personnage joué par Bourvil, qui semble être un homme simple. Dans Le Miroir à deux faces, son jeu est méconnaissable : face à Michèle Morgan, il incarne un homme qui manipule une femme laide pour pouvoir l'épouser puis, lorsque celle-ci devient belle grâce à une opération, il devient ignoble avec elle, jusqu'à la harceler et lui retirer ses enfants. On peut enfin citer son rôle de l'odieux Thénardier dans l'adaptation cinématographique des Misérables, ou encore son avant-dernier rôle, celui d'un commissaire de police dans Le Cercle rouge. Ce grand comique arrive même à verser des larmes dans Fortunat à l'annonce de la mort d'une institutrice qu'il considérait comme sa mère.

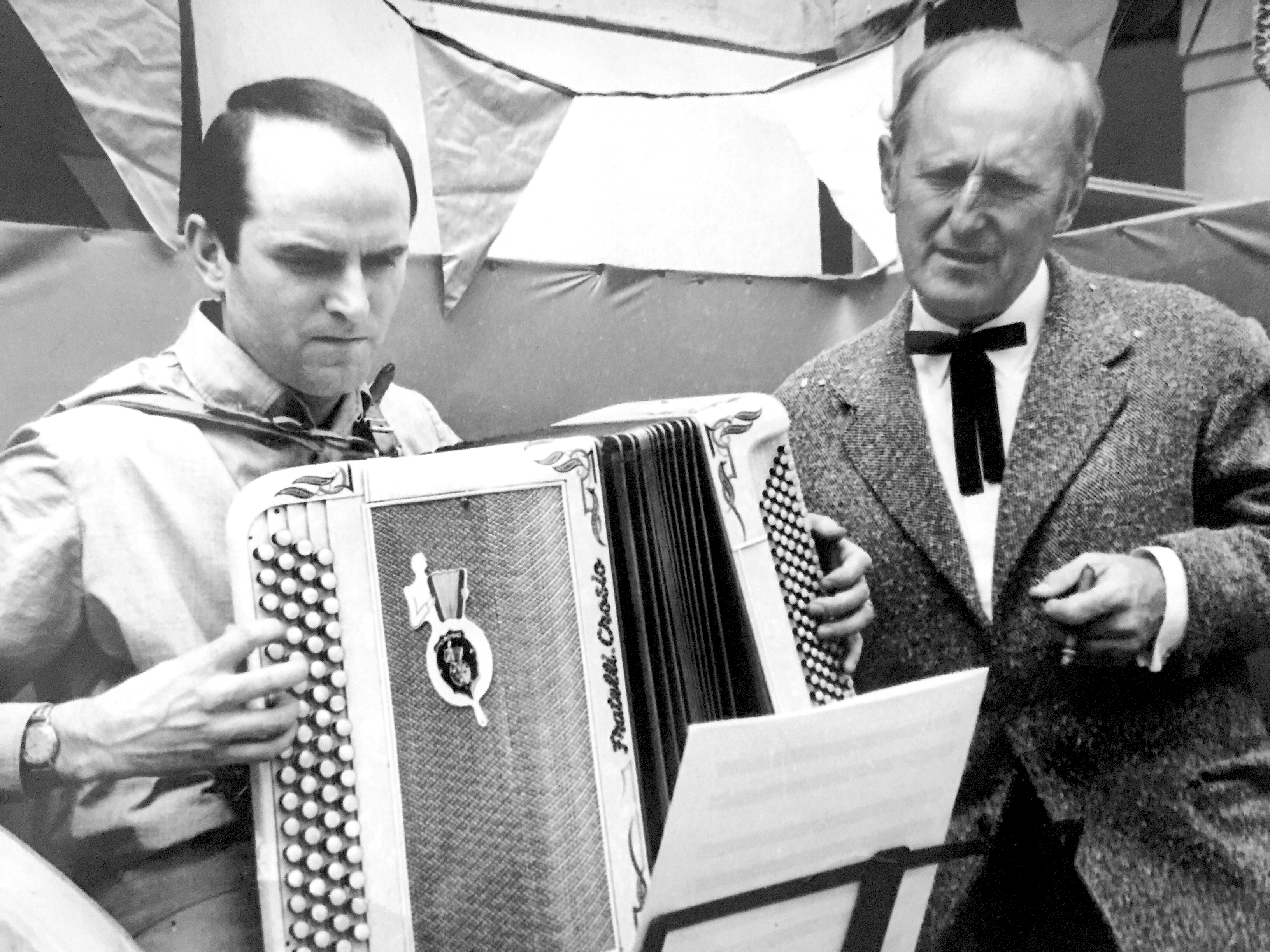
Bourvil sur le tournage du film Les Grandes Gueules, en 1965.

Bourvil est un homme très cultivé. En 1955, aimant le calme de la campagne, préférant la vie de famille et le jardinage aux mondanités, il acquiert une propriété perchée sur une colline dans le petit village de Montainville, car bien relié à Paris par l'autoroute de l'Ouest qui lui permet d'atteindre rapidement les Studios de Boulogne où il tourne fréquemment. Son ami Georges Brassens, qui habitait non loin de là, à Crespières (Yvelines) au Moulin de La Bonde, confiait qu'il était le parfait honnête homme, façon XVIIe siècle, et qu'il lui suggérait des lectures. Il partageait avec Brassens une connaissance encyclopédique de la chanson française. Il connaissait aussi Jean-Paul Sartre.
Il reste aujourd'hui une référence pour de nombreux artistes. François Morel et Antoine de Caunes ont notamment réalisé un portrait de lui, en mars 2005, dans le cadre de l'émission télévisée Le Plus Grand Français de tous les temps, classement dans lequel il arrivait en 7e position, gage d'une très grande popularité, 35 ans après sa disparition. Il parlait l'anglais, un peu l'espagnol et assurait le doublage de ses films en anglais.

### Derniers films et mort

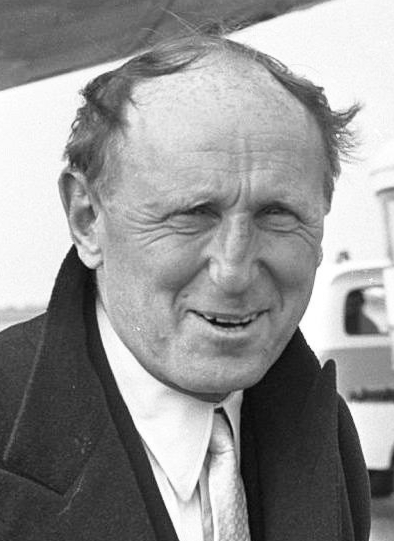
Bourvil en 1967.

Lors du tournage (de mai à septembre 1967) des Cracks, Bourvil chute lourdement de son vélo. Hospitalisé, il en profite pour subir l'ablation d'un simple kyste à l'oreille qui le gêne depuis deux ans. Le chirurgien fait alors un prélèvement et diagnostique une maladie de Kahler. Lorsque son médecin l'en informe, Bourvil décide de ne pas communiquer sur sa maladie, mais les rumeurs de son cancer courent et les assureurs s'inquiètent,. Ses jours sont comptés alors qu'il est au faîte de la gloire. Pour tenter de prouver sa bonne santé, il accepte de jouer le rôle principal dans L'Étalon, film tourné en seize jours avec des contrats journaliers, car les compagnies d'assurance ne le couvrent que dix-sept jours (le réalisateur Jean-Pierre Mocky lui avait fait raser le crâne pour dissimuler son alopécie, effet secondaire de la chimiothérapie).
De janvier à avril 1970, il tourne Le Cercle rouge de Jean-Pierre Melville, avec Alain Delon, Gian Maria Volonté et Yves Montand, où il est crédité pour la première fois avec le nom d'« André Bourvil ». Voulant cacher la gravité de son état, il déclare en avril à la presse être « un homme heureux, en bonne santé et lucide » et annonce son grand retour au music-hall, qu'il avait abandonné depuis dix-huit ans, avec Les Compagnons de la chanson : « Nous préparons, sur une formule très nouvelle, un spectacle enlevé, qui durera deux heures et demie. Je chanterai, soit tout seul, soit en chœur avec eux, mes premiers succès, Les Crayons et Les Cartes postales, soit des chansons nouvelles ».
Son dernier grand tournage, Le Mur de l'Atlantique, qui commence le 5 juin 1970, est éprouvant, l'acteur souffrant énormément, bien que le réalisateur Marcel Camus fasse tout pour le ménager, notamment en le faisant jouer le plus souvent assis. Il fait également en juillet une courte apparition dans Clodo, par amitié pour le réalisateur Georges Clair, le film étant tourné en une journée, mais ne sort qu'en 1975 ; sa voix est tellement altérée par la chimiothérapie qu'il a dû être doublé.

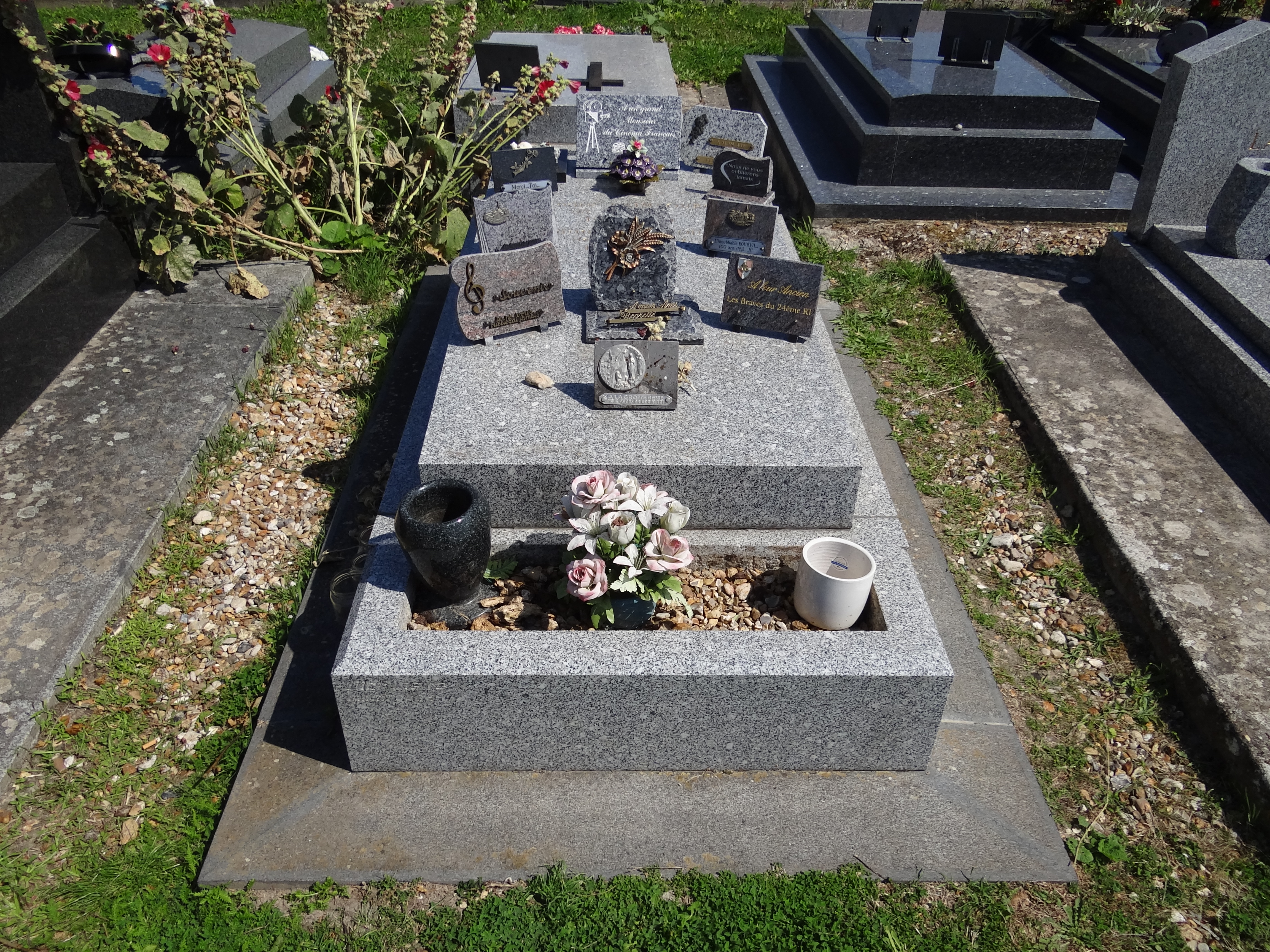
La tombe de Bourvil au cimetière de Montainville (Yvelines).

Après une longue agonie, Bourvil meurt le 23 septembre 1970, à l'âge de 53 ans au milieu des siens, dans son appartement parisien de la rue Ernest-Hébert (à l'angle du boulevard Suchet) (16e arrondissement),,. Le Cercle rouge et Le Mur de l'Atlantique sortent seulement quelques semaines après sa mort, et sont des triomphes. Bourvil repose à Montainville (Yvelines), village où il avait sa maison de campagne. Jeanne Lefrique, son épouse, née en 1918, meurt le 26 janvier 1985 dans un accident de voiture, alors qu’elle se rend de Paris à Montainville sur la tombe de son époux.
La mort de Bourvil met fin à plusieurs projets cinématographiques auxquels il devait initialement participer : L'Albatros de Jean-Pierre Mocky, un film sur La Guerre des Gaules, les tribulations de deux Français aux États-Unis, avec Louis de Funès, et les aventures d'un tonique curé de campagne du pays de Caux imaginées par l'abbé Alexandre. Au théâtre, il aurait dû retrouver de Funès dans Le Contrat, pièce écrite par Francis Veber et mise en scène par Jean Le Poulain. Seuls L'Albatros, La Folie des grandeurs (tirée de Ruy Blas avec Yves Montand comme suppléant) et L'Emmerdeur (issu du Contrat, avec Jacques Brel comme premier François Pignon) sont ensuite réalisés.

### Vie privée

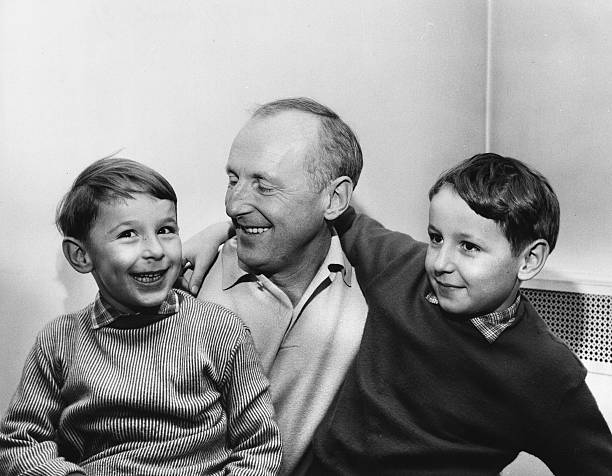
Bourvil avec ses fils Philippe et Dominique Raimbourg, en 1959.

Bourvil épouse le 23 janvier 1943, au Petit-Quevilly, Jeanne Marie Lefrique (1918-1985) rencontrée un soir en 1936, à un bal  à Fontaine-le-Dun et dont le père est contremaître à la sucrerie du bourg. Le couple aura deux fils :
- Dominique Raimbourg (né le 28 avril 1950), avocat pénaliste et député de la Loire-Atlantique de 2007 à 2017[31],[32] ;
- Philippe Raimbourg (né le 18 mars 1953), professeur de finance à l'université Paris 1 Panthéon-Sorbonne et à l'ESCP Europe.

## Théâtre / Music-hall
- 1937 : L'Anglais tel qu'on le parle, théâtre aux Armées, caserne de la Pépinière (24e régiment d'infanterie)
- 1937 : L'Arlésienne, théâtre aux Armées, Gaîté-Lyrique
- 1941 : La Femme à barbe avec Étienne Lorin, ABC, en tant qu'accordéoniste
- 1942 : La Revue du rire, avec Ouvrard, Roger Pierre…, théâtre de l'Alhambra (octobre)
- 1943 : Ça sent si bon la revue, théâtre de l'Alhambra (juillet) avec Georges Guétary…
- 1946 : La Bonne Hôtesse, opérette de Jean-Jacques Vital et Serge Veber, musique Bruno Coquatrix, mise en scène Alfred Pasquali, théâtre de l'Alhambra
- 1946 : tournée estivale de trois mois en première partie des Collégiens de Ray Ventura
- 1947 : Le Maharadjah, opérette à grand spectacle de Serge Veber et Jean-Jacques Vital, musique Bruno Coquatrix, mise en scène Alfred Pasquali, Alhambra : Jules
- 1948 : Les Contes d'Hoffmann, opéra fantastique de Jacques Offenbach, théâtre des Champs-Élysées avec l'orchestre de l'Opéra-Comique
- 1949 : Le Bouillant Achille de Paul Nivoix, mise en scène Robert Dhéry, théâtre des Variétés
- 1950 : Quelques pas dans le cirage, tournée de trois mois au Québec, avec Roger Pierre, Jean Richard, Darry Cowl, dans le cadre de la troupe Les Burlesques de Paris dirigée par Max Révol
- 1950 : M’sieur Nanar, opérette de Jean-Jacques Vital, Pierre Ferrary et André Hornez, musique Bruno Coquatrix, mise en scène Fred Pasquali, théâtre de l'Étoile
- 1952 : La Route fleurie, opérette de Raymond Vincy, musique Francis Lopez, mise en scène Max Révol, théâtre des Célestins puis théâtre de l'ABC
L'œuvre est à l’affiche quatre ans sans interruption soit 1 302 représentations à Paris, et une tournée en province.
- 1958 : Knock ou le Triomphe de la médecine de Jules Romains, mise en scène Jean-Louis Barrault
- 1958 : Pacifico, opérette de Paul Nivoix, musique Jo Moutet, mise en scène Max Révol, théâtre de la Porte-Saint-Martin
- 1962 : La Bonne Planque de Michel André, mise en scène Roland Bailly, théâtre des Nouveautés ; reprise en 1964 au théâtre du Vaudeville à Bruxelles (avril) puis au théâtre des Arts de Rouen (1 représentation) : Antoine
- 1965 : Ouah ! Ouah !, opérette de Michel André, mise en scène Roland Bailly, musique Étienne Lorin et Gaby Wagenheim, théâtre de l'Alhambra : Nicolas

### Sketchs et monologues
- L'Histoire du jockey (également intitulé Défense d'en rire)
- L'Ingénieur
- L'Inventeur
- L'Unique Mousquetaire
- La Causerie anti-alcoolique, sketch écrit par Roger Pierre[33]
- Le Ministre de l'Agriculture
- La Plume
- Le Vélo
- Les Castagnettes
- Mon chien
- Une redingote
- Le Conservatoire
- Quand il pleut
- Père nourricier
- Les Terrassiers
- Le Charcutier
- La Laide
- Frédo le porteur
- Vive la mariée

## Radio
- 1938 : Le Music-hall des jeunes amateurs, sur Radio-Cité
- 1945-1947: Pêle-mêle, sur Radio-Luxembourg, émission de Jean-Jacques Vital, avec Monsieur Champagne aux jeux, Ray Ventura et ses Collégiens, Henri Génès ; textes de Bourvil écrits par Robert Rocca
- 1947-1948 : Constellation 48, émission radiophonique de music-hall sur la RDF écrite par Robert Picq et Pierre Ferrary, présenté par Mauricet, avec Ray Ventura et son orchestre, Henri Salvador, etc. ; textes de Bourvil écrits par Robert Rocca
- 1949-1950 : Le Café du coin, émission radiophonique de Jean-Jacques Vital sur Radio-Luxembourg, textes de Maurice Horgues et Robert Rocca. Jacques Grello est le Barman, et Bourvil Monsieur Chose.
- 1951-1952 : Les Aventures de Bourvil, sur Radio-Luxembourg, réalisées par André Sallée, textes de Robert Picq. Bourvil est Marcel Lapierre.
- 1951 : Soucoupes volantes, émission de Louis Merlin et Jean Nohain sur Radio-Luxembourg. Bourvil est le professeur Soucoupe, aux côtés de Pauline Carton et André Gillois
- 1952 : Phi-Phi enregistrement de la célèbre opérette de Albert Willemetz
- 1956 : Cavalcade sur Radio-Luxembourg avec Georges Guétary, chacun coachant un groupe d'artistes en compétition
- 1956 : La Course à l'émeraude, feuilleton musical sur Radio-Luxembourg et Radio Monte-Carlo avec Georges Guétary
- 1969-1970 : Paillasson, émission quotidienne matinale sur Europe 1, avec Robert Rocca et Maurice Horgues, sous la direction de Lucien Morisse, durant quelques semaines. Jean Richard lui succéda.

## Filmographie
Ayant tourné une soixantaine de films, Bourvil fait partie, avec Fernandel, Louis de Funès et Jean Gabin, des acteurs français ayant attiré le plus grand nombre de spectateurs dans les salles de cinéma entre 1945 et 1970 : environ 205 millions.
Ses films ayant eu la plus grosse audience sont :
- 1947 : Pas si bête d'André Berthomieu : 6,16 millions d'entrées
- 1950 : Le Rosier de Madame Husson de Jean Boyer : 4,30 millions d'entrées
- 1950 : Le Roi Pandore d'André Berthomieu
- 1951 : Garou-Garou, le passe-muraille de Jean Boyer : 2,57 millions d'entrées
- 1952 : Le Trou normand de Jean Boyer, avec Brigitte Bardot : 3 millions d'entrées
- 1954 : Si Versailles m'était conté… de Sacha Guitry : 6,99 millions d'entrées
- 1954 : Cadet Rousselle d'André Hunebelle :  3,99 millions d'entrées
- 1956 : La Traversée de Paris de Claude Autant-Lara : 4,89 millions d'entrées
- 1956 : Le Chanteur de Mexico de Richard Pottier : 4,75 millions d'entrées
- 1958 : Sérénade au Texas de Richard Pottier[34]
- 1958 : Les Misérables de Jean-Paul Le Chanois avec Jean Gabin : 9,94 millions d'entrées
- 1959 : Le Bossu d'André Hunebelle, avec Jean Marais : 5,84 millions d'entrées
- 1960 : Le Capitan d'André Hunebelle, avec Jean Marais : environ 5 millions d'entrées
- 1960 : Fortunat d'Alex Joffé, avec   Michèle Morgan   3,338 millions d'entrées
- 1961 : Tout l'or du monde de René Clair
- 1962 : Le Jour le plus long de Darryl F. Zanuck : 11,93 millions d'entrées
- 1962 : Les Culottes rouges d'Alex Joffé
- 1963 : La Cuisine au beurre de Gilles Grangier avec Fernandel : 6,39 millions d'entrées
- 1963 : Les Bonnes Causes de Christian-Jaque avec Pierre Brasseur.
- 1965 : La Grosse Caisse d'Alex Joffé avec Pierre Brasseur
- 1965 : Le Corniaud de Gérard Oury avec Louis de Funès : 11,74 millions d'entrées
- 1965 : Les Grandes Gueules avec Lino Ventura :  3,59 millions d'entrées
- 1966 : La Grande Vadrouille de Gérard Oury avec Louis de Funès : 17,27 millions d'entrées
- 1968 :  Les Cracks  d'Alex Joffé  : 2,95 millions d'entrées
- 1969 : Le Cerveau de Gérard Oury avec Jean-Paul Belmondo : 5,57 millions d'entrées
- 1969 : L'Arbre de Noël de Terence Young
- 1970 : L'Étalon de Jean-Pierre Mocky
- 1970 : Le Cercle rouge de Jean-Pierre Melville
- 1970 : Le Mur de l'Atlantique de Marcel Camus
- 1970 : Clodo de Georges Clair

Sources : JPBox-Office et Box Office Story.

## Discographie
Un hommage lui a été rendu par Tom Novembre en 2006 par l'interprétation de quatorze chansons dans son CD André.

## Distinctions

### Décoration
- Chevalier de l'ordre des Arts et des Lettres 1968[n 6].
- Médaille de la Ville de Paris, échelon Vermeil, remise à l'hôtel de Rohan le 6 novembre 1953, par Pierre Bourgeois, président de Pathé-Marconi.

### Récompenses
- 1938 : 1er du concours de Georges Briquet au Poste parisien
- Prix Byrrh 1938 du radio-crochet Les Fiancés de Byrrh à Radio-Paris
- Grand Prix de l'Académie du disque français 1953, avec les Pierrots Parisiens et l'orchestre de Nelly Marco pour l’album 8 chansons pour les petits
- 1953 : Comique français le plus populaire de l'année pour Radio-Luxembourg (sondage)
- Mostra de Venise 1956 : Coupe Volpi de la meilleure interprétation masculine[n 7] à la  pour La Traversée de Paris.
- Étoiles de cristal 1957 : prix d’interprétation  pour La Traversée de Paris
- Victoire du cinéma français 1959 : Meilleur acteur pour Le Miroir à deux faces
- Prix Courteline de l'humour 1961 pour Le Tracassin.
- Prix Courteline de l'humour 1964 pour La Cuisine au beurre partagé avec Fernandel
- Festival international du film de Moscou 1965 : diplôme spécial pour Le Corniaud[35]

## Hommages
Depuis 1983, un petit théâtre parisien porte son nom, Le Bourvil, rue des Boulets dans le 11e arrondissement. Il existe également un espace culturel André-Bourvil à  Caudebec-lès-Elbeuf depuis 1990.
En France, plus de 80 rues, allées, avenues, etc. portent le nom de Bourvil ou André Raimbourg,.
L'une des deux pistes de la station de ski La Bresse Hohneck porte le nom de Bourvil.
Le collège de Doudeville, en Seine-Maritime,  porte son nom.
Un musée lui est consacré à Froidchapelle en Belgique, depuis 2011.
Un timbre postal « Bourvil » a été édité par la poste française en 1994, dans le cadre d'une série consacrée aux acteurs du cinéma français.
L'astéroïde n° 6207 porte son nom en son honneur.